# 쥐스트 퐁텐
쥐스트 루이 퐁텐(프랑스어: Just Louis Fontaine, 1933년 8월 18일 ~ 2023년 3월 1일)은 프랑스의 전 축구 선수로, 포지션은 스트라이커였다. 1958년 FIFA 월드컵에서 단일 대회 최다인 13골을 기록한 선수로 잘 알려져 있다.
또한 퐁텐은 서독의 게르트 뮐러가 1974년 FIFA 월드컵 네덜란드와의 결승전 경기에서 골을 넣기 전까지 FIFA 월드컵 최다골 기록 보유자이기도 했다.

## 선수 경력

### 클럽 경력
모로코의 마라케시에서 태어나 1950년부터 1953년까지 카사블랑카를 연고로 하는 US 카사블랑카(US Casablanca)에서 선수 생활을 한 퐁텐은 1953년 프랑스 1부 리그의 OGC 니스로 이적해 세 시즌에서 총 44골을 기록하였다. 뛰어난 활약을 펼친 그는 1956년 스타드 드 랭스로 이적하였고, 그 해 레알 마드리드로 이적한 레몽 코파를 대신해 스타드 드 랭스에서 6시즌 동안 121골을 기록하였다. 전체적으로는 리그 1에서 200경기에서 165골을 기록하는 경이로운 득점력을 보이며 1958년과 1960년에는 챔피언십에서 두 번의 우승을 경험하기도 하였다.

### 국가대표팀 경력
퐁텐은 무엇보다도 프랑스 축구 국가대표팀에서 강한 인상을 남겼다. 1953년 12월 17일, 룩셈부르크 축구 국가대표팀와의 프랑스 대표 데뷔 경기에서 해트트릭으로 8-0 승리를 이끌었고, 1953년부터 1960년까지 대표팀에서 21경기에 출장해 30골을 기록하였다. 그러나 퐁텐에게 있어서 가장 주목되는 점은 1958년 FIFA 월드컵에서 지난 대회 (1954년 FIFA 월드컵) 우승 팀인 서독 대표팀을 비롯해 6경기에서 13골을 기록하였다는 점이다. 프랑스 대표팀은 당시 그의 활약에 힘입어 3위를 기록하였다.(최초로 10골 이상을 기록한 선수가 되었다. )
하지만, 그 뒤에는 반복되는 부상으로 1962년 FIFA 월드컵에 출전하지 못하고 젊은 나이에 현역에서 은퇴하였다.

## 감독 경력
은퇴 후에는 축구 지도자가 되어 1967년 프랑스 대표팀의 감독을 맡았지만 2경기 연속 패배로 경질되었고, 이후에는 파리 생제르맹, 툴루즈 FC, 모로코 대표팀을 이끌었다.
2004년 3월에는 펠레가 선정한 FIFA 100에 선정되었고, 2003년 11월에는 프랑스 축구 협회에 의해 UEFA 주빌리 어워드 수상자로 선정되었다.
1961년에는 카메룬의 외젠 은조 레아(Eugène N'Jo Léa)와 함께 프로 축구 선수 전국 연합(National Union of Professional Football Players)을 설립하였다.

## 수상

### 선수
- 디비시옹 1: 1955–56, 1957–58, 1959–60, 1961–62
- 쿠프 드 프랑스: 1953–54, 1957–58
- 트로페 데 샹피옹: 1958, 1960
- 유로피언컵 준우승: 1958–59
- FIFA 월드컵 3위 : 1958

### 개인
- 발롱도르 3위 : 1958
- FIFA 월드컵 득점왕 : 1958
- 유로피언컵 득점왕 : 1958-59
- 디비시옹 1 득점왕 : 1957-58, 1959-60
- FIFA 공로상 : 2004
- UNFP 특별상 : 2008
- 레지옹 도뇌르 : 1984
- 골든풋 : 2003

#### 선정
- FIFA 월드컵 통산 최다 득점 4위 - 13골
- 플라카르 20세기 최고의 선수 17위
- 레퀴프 20세기 최고의 프랑스 선수 5위
- 프랑스 대표팀 한 해 최다골 : 1958년, 18골
- UEFA 주빌리 어워드 : 2004
- FIFA 100 : 2004